# لوتا هيدلاند
لوتا هيدلاند (بالسويدية: Lotta Hedlund)‏ هي مغنية سويدية، ولدت في 10 مارس 1944.

## وصلات خارجية
- لوتا هيدلاند على موقع IMDb (الإنجليزية)
- لوتا هيدلاند على موقع ميوزك برينز (الإنجليزية)
- لوتا هيدلاند على موقع قاعدة بيانات الأفلام السويدية (السويدية)
- لوتا هيدلاند على موقع أول ميوزيك (الإنجليزية)
- لوتا هيدلاند على موقع ديسكوغز (الإنجليزية)